# سندرم پریسیلویان
نام های دیگر polymicrogyria پری سیلوی دو طرفه
sulcus Lateral2.png
چمدان جانبی 2 (شکاف سیلویان)
تخصص مغز و اعصاب
سندرم پریسیلویان یک بیماری عصبی نادر است که با آسیب به شکاف سیلووی (چرک جانبی) ، ناحیه ای از مغز درگیر در زبان و گفتار مشخص می شود. علائم اصلی آن دشواری در جویدن و بلعیدن ، پایین بودن میزان عضلات در صورت و زبان ، اختلالات رشد گفتار و زبان و صرع است. این علائم همچنین ممکن است با مشکلات حرکتی و ناتوانی های ذهنی همراه باشد..